# Lista di college e università a Guam
La seguente è una lista di college e università a Guam.

## College e università pubblici

### Istituzioni che rilasciano titoli con durata quattro anni
- University of Guam, Mangilao

### Istituzioni che rilasciano titoli con durata due anni
- Guam Community College, Mangilao

## College e università privati
- Pacific Islands Bible College, Mangilao